# Nikola Mituljikić
Nikola Mituljikić (in serbo Никола Митуљикић?; Negotin, 20 gennaio 2003) è un calciatore serbo, ala dello Zulte Waregem.

## Biografia
Ha un fratello gemello, Jovan, anch'egli calciatore.

## Carriera

### Club
Cresciuto nel settore giovanile della Stella Rossa, il 30 aprile 2021 firma il primo contratto professionistico con i biancorossi, di durata quadriennale. Ceduto quindi in prestito al Grafičar Belgrado, resta con il club biancoviola fino al gennaio del 2023, quando fa ritorno alla Stella Rossa. Nel successivo mese di agosto passa, sempre a titolo temporaneo, all'OFK Belgrado, che lo acquista a titolo definitivo nel gennaio del 2025.
Il 14 agosto seguente viene acquistato dallo Zulte Waregem, con cui firma un triennale con opzione.

### Nazionale
Ha giocato nella nazionale serba Under-19.

## Statistiche

### Presenze e reti nei club
Statistiche aggiornate al 17 agosto 2025.
| Stagione                 | Squadra                  | Campionato               | Campionato | Campionato | Coppe nazionali | Coppe nazionali | Coppe nazionali | Coppe continentali | Coppe continentali | Coppe continentali | Altre coppe | Altre coppe | Altre coppe | Totale | Totale | Totale |
| Stagione                 | Squadra                  | Comp                     | Pres       | Reti       | Comp            | Pres            | Reti            | Comp               | Pres               | Reti               | Comp        | Pres        | Reti        | Pres   | Reti   |        |
| ------------------------ | ------------------------ | ------------------------ | ---------- | ---------- | --------------- | --------------- | --------------- | ------------------ | ------------------ | ------------------ | ----------- | ----------- | ----------- | ------ | ------ | ------ |
| 2021-2022                | Grafičar Belgrado        | PL                       | 31         | 5          | KS              | 1               | 0               | -                  | -                  | -                  | -           | -           | -           | 32     | 5      |        |
| lug.-dic. 2022           | Grafičar Belgrado        | PL                       | 8          | 2          | KS              | 1               | 0               | -                  | -                  | -                  | -           | -           | -           | 9      | 2      |        |
| Totale Grafičar Belgrado | Totale Grafičar Belgrado | Totale Grafičar Belgrado | 39         | 7          |                 | 2               | 0               |                    | -                  | -                  |             | -           | -           | 41     | 7      |        |
| gen.-giu. 2023           | Stella Rossa             | SL                       | 7          | 0          | KS              | 0               | 0               | UCL+UEL            | -                  | -                  | -           | -           | -           | 7      | 0      |        |
| 2023-2024                | Stella Rossa             | SL                       | 2          | 0          | KS              | 0               | 0               | UCL                | -                  | -                  | -           | -           | -           | 2      | 0      |        |
| Totale Stella Rossa      | Totale Stella Rossa      | Totale Stella Rossa      | 9          | 0          |                 | 0               | 0               |                    | -                  | -                  |             | -           | -           | 9      | 0      |        |
| 2023-2024                | OFK Belgrado             | PL                       | 30         | 8          | -               | -               | -               | -                  | -                  | -                  | -           | -           | -           | 30     | 8      |        |
| 2024-2025                | OFK Belgrado             | SL                       | 31         | 4          | KS              | 2               | 0               | -                  | -                  | -                  | -           | -           | -           | 33     | 4      |        |
| lug.-ago. 2025           | OFK Belgrado             | SL                       | 3          | 2          | KS              | 0               | 0               | -                  | -                  | -                  | -           | -           | -           | 3      | 2      |        |
| Totale OFK Belgrado      | Totale OFK Belgrado      | Totale OFK Belgrado      | 64         | 14         |                 | 2               | 0               |                    | -                  | -                  |             | -           | -           | 66     | 14     |        |
| ago. 2025-2026           | Zulte Waregem            | D1                       | 0          | 0          | CB              | 0               | 0               | -                  | -                  | -                  | -           | -           | -           | 0      | 0      |        |
| Totale carriera          | Totale carriera          | Totale carriera          | 112        | 21         |                 | 4               | 0               |                    | -                  | -                  |             | -           | -           | 116    | 21     |        |

## Palmarès

### Club

#### Competizioni nazionali
- Campionato serbo: 2

Stella Rossa: 2022-2023, 2023-2024
- Prva Liga Srbija: 1

OFK Belgrado: 2023-2024
- Coppa di Serbia: 2

Stella Rossa: 2022-2023, 2023-2024